# انقلاب 1991 في مالي
في 26 مارس 1991، وقع انقلاب في مالي أسفر عن الإطاحة بالرئيس موسى تراوري وإنشاء اللجنة الانتقالية لإنقاذ الشعب في جمهورية مالي برئاسة أمادو توماني توري.

## خلفية
في عام 1968، قاد تراوري نفسه انقلابًا عسكريًا، وأطاح بالرئيس الأول لمالي، موديبو كيتا. تصاعدت الاضطرابات بعد أن ألقى الناس باللوم على فساد النظام وسوء إدارته في المشكلات الاقتصادية التي واجهوها. علاوة على ذلك، كان على تراوري وضع برامج تقشف لإرضاء صندوق النقد الدولي، مما تسبب في تأزم الأوضاع الاقتصادية.
طالب التحالف من أجل الديمقراطية في مالي وغيره من الجماعات المؤيدة للديمقراطية بإنهاء نظام الحزب الواحد. في 22 مارس، خرج عشرات الآلاف من الطلاب وآخرين في مسيرة في شوارع باماكو، عاصمة البلاد. أطلق جنود الحكومة النار على المتظاهرين السلميين، فقتلوا 28 محتجا. تختلف المصادر من حيث الحصيلة: ادعت المعارضة مقتل 148 شخصًا وجرح المئات، بينما قال تراوري إن هناك 27 قتيلاً. أعلن تراوري حالة الطوارئ والتقى بقادة المعارضة. قدم تنازلات لكنه رفض التنحي كما طالبوا. تمت الدعوة إلى إضراب عام يوم 25 مارس.

## الانقلاب
شن الكولونيل أمادو توماني توري انقلابًا أطاح بتراوري. مع انتشار الأنباء، أفادت مصادر بالمستشفى عن 59 قتيلاً و200 جريح على الأقل، بما في ذلك عمليات قتل انتقامية.
تم إنشاء مجلس المصالحة الوطنية (الذي أعيد تسميته باسم اللجنة الانتقالية لإنقاذ الشعب)، برئاسة توري، لإدارة البلاد مؤقتًا، حتى أعيد تشكيل حكومة مدنية في عام 1992 بعد الاستفتاء على الدستور والانتخابات الرئاسية والبرلمانية.

## ما بعد الانقلاب
سُجن الرئيس السابق موسى تراوري عام 1992 وحُكم عليه بالإعدام. ومع ذلك، خفف الرئيس ألفا عمر كوناري عقوبته أولاً إلى السجن المؤبد، ثم أصدر عفواً عنه وعن زوجته في مايو 2002 حيث انتهت فترة كوناري في المنصب.